# Grauwertematrix
Die Grauwertematrix (engl. gray level co-occurrence matrix (GLCM) oder co-occurrence matrix) ist ein wichtiges Hilfsmittel in der digitalen Bildverarbeitung.
Verwendet wird die Grauwertematrix bei der Erkennung von Texturen. Bei einem Bild mit kontrastreicher Oberflächenstruktur ist die linke untere und die rechte obere Ecke stark besetzt, während ein Bild mit großen monotonen Flächen eine starke Hauptdiagonale hat.
Die Matrix der Graukombinationen ist: {\displaystyle {W_{S,\rho }}({g_{1}}{g_{2}})={\begin{bmatrix}{a_{{g_{1}},{g_{2}}}}\end{bmatrix}}}, wobei {\displaystyle a_{{g_{1}},{g_{2}}}} die Häufigkeit der Graukombinationen {\displaystyle ({g_{1}},{g_{2}})={\begin{bmatrix}s({x_{1}},{y_{1}}),s({x_{2}},{y_{2}})\end{bmatrix}}} und {\displaystyle \rho } die Relation zwischen den Bildpunkten {\displaystyle ({x_{1}},{y_{1}})} und {\displaystyle ({x_{2}},{y_{2}})} beschreibt. 
Zusätzlich lässt sich an den Elementen {\displaystyle ({g_{1}},{g_{2}})} mit {\displaystyle {g_{1}}\not ={g_{2}}} die ungefähre Länge der Grenze zwischen dem Grauwert {\displaystyle {g_{1}}} und {\displaystyle {g_{2}}} erkennen.

## Beispiel

Ausgangsbild für das Beispiel, in stark vergrößerter Form. Von 0 bis 3 heller werdend.

Das Beispiel ist ein Bild mit einigen monotonen Bereichen und hat daher auch eine starke Hauptdiagonale.
Bild {\displaystyle S} mit
{\displaystyle G=[0,1,2,3]:{\begin{bmatrix}0&1&0&1&2&3\\0&0&1&2&2&2\\0&0&1&1&1&2\\0&1&2&2&3&3\\0&2&2&3&3&3\\2&2&2&3&3&3\\\end{bmatrix}}}
Und Relation {\displaystyle \rho } mit {\displaystyle \rho (x,y)=(x+1,y)}
ergibt die Grauwertematrix
{\displaystyle {W_{S,\rho }}({g_{1}},{g_{2}})={\begin{bmatrix}(0,0)&(0,1)&(0,2)&(0,3)\\(1,0)&(1,1)&(1,2)&(1,3)\\(2,0)&(2,1)&(2,2)&(2,3)\\(3,0)&(3,1)&(3,2)&(3,3)\\\end{bmatrix}}}
Daraus folgt:
{\displaystyle {W_{S,\rho }}({g_{1}},{g_{2}})={\begin{bmatrix}2&5&1&0\\1&2&4&0\\0&0&6&4\\0&0&0&5\\\end{bmatrix}}}
Um nun beispielsweise den Eintrag {\displaystyle W(1,2)=4} zu erhalten, zählt man, wie oft in {\displaystyle G} der rechte Nachbar einer Eins eine Zwei ist.
Dies tritt an den Stellen [{\displaystyle G(0,3)};{\displaystyle G(1,2)};{\displaystyle G(2,4)};{\displaystyle G(3,1)}], also genau viermal auf.